# アイダレッド
‘アイダレッド’（英: ‘Idared’）は、アメリカ合衆国アイダホ州モスコーで育成されたリンゴ（セイヨウリンゴ）の栽培品種の一つである。1930年代に‘ジョナサン（和名: 紅玉）’と‘ワグナー’の交配によって作出され、1942年に発表された。果実は中型から大型、赤くなる（図1）。果肉は緻密で甘酸っぱい。生食および調理用に用いられる。貯蔵性がよい。

## 特徴
樹姿は開張性で樹勢は中程度、わい化しやすい。豊産性で収穫期は10月ごろ。自家不和合性に関わるS遺伝子型はS3S7である。癌腫病、うどんこ病、さび病に対する感受性が高い。
果実は中型から大型、円形から偏円形（図2）。地色は黄緑色から黄色であり、紅色に染まる（上図1, 2）。果皮は滑らかで光沢があり、熟すと油あがりすることがある。果肉は淡黄色（上図2）、硬く緻密、果汁が多く甘酸っぱい。早めに収穫されたものはやや味気ない傾向がある。貯蔵性が極めてよく、普通冷蔵で4–6ヶ月ほど保存できる。
生食のほか、アップルソースやアップルパイなど調理用に適している。形が崩れにくく、焼きリンゴにも用いられる。シードルの原料とされることもある。

## 生産
‘アイダレッド’はヨーロッパで多く生産されており、2022/2023年の生産量（33,594,210ブッシェル）はリンゴ全生産量の5.3%、品種別では第4位であった。アメリカ合衆国における2022/2023年のリンゴ生産では、‘アイダレッド’の生産量（5,552,954ブッシェル）は全体の2.3%、品種別では第11位であった。

## 歴史
アメリカ合衆国アイダホ州モスコーのアイダホ農業試験場において、1930年代に‘ジョナサン (紅玉)’ (‘Jonathan’) を種子親、‘ワグナー’ (‘Wagener’) を花粉親とした交配が行われ、その実生の中から選抜、1942年に発表された。

## 派生品種
‘アイダレッド’を種子親としたものとして、‘Pia’（花粉親は‘Helios’）、‘Piflora’（花粉親は‘ゴールデンデリシャス’）、‘Pingo’（花粉親は‘Bancroft’）などがある。
一方、‘アイダレッド’を花粉親としたものとして、‘Arlet’（種子親は‘ゴールデンデリシャス’）、‘Fiesta’（種子親は‘コックスオレンジピピン’、‘Pikosa’（種子親は‘Pirella’）、‘Pilana’（種子親は‘Pirella’）、‘Pivita’（種子親は‘Pirella’）などがある。
また、‘アイダレッド’（種子親）× ‘Maigold’（花粉親）を種子親とし、‘Elstar’を花粉親とした交配からスイスで育成された品種が‘Junami’である。